# RAF Benson
RAF Benson is een vliegveld van de Royal Air Force, nabij Benson (Oxfordshire). Het is, samen met RAF Odiham een thuisbasis van de ondersteuningshelikopters van de RAF, de zogenaamde Support Helicopter Force. Transporthelikopters van het type AgustaWestland AW101 "Merlin" en Aérospatiale SA 330 "Puma" zijn er gestationeerd. Ook de trainingsvliegtuigen van het Oxford University Air Squadron zijn gebaseerd op RAF Benson.

## Geschiedenis

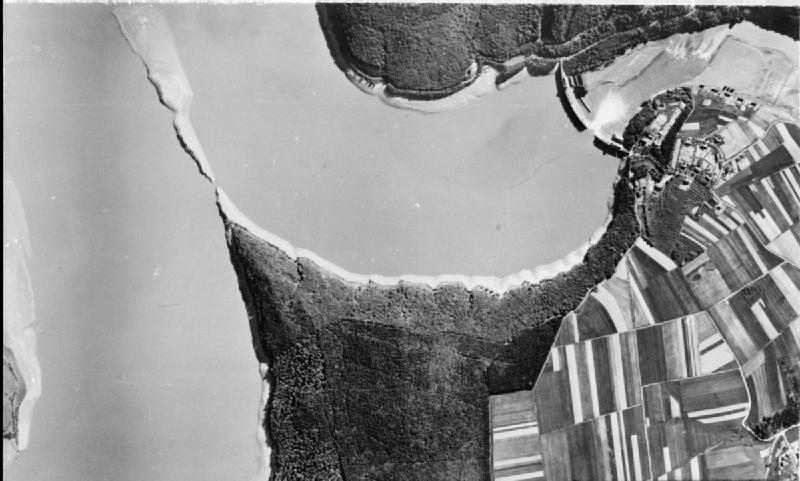
Verkenningsfoto van de schade aan de Ederdam na Operatie Chastise, genomen door een verkenningsvliegtuig opererend vanaf RAF Benson

Het vliegveld werd aangelegd tijdens de expansie van de Britse strijdkrachten in de jaren 1930. Het werd op 1 april 1939 in bedrijf genomen. Aanvankelijk waren er twee eskaders met Fairey Battle lichte bommenwerpers gestationeerd, die later vervangen werden door Vickers Wellingtons. Tijdens de Tweede Wereldoorlog werd het de thuisbasis van fotoverkenningsvliegtuigen van de RAF, die onder RAF Coastal Command ressorteerden. De met camera's uitgeruste, onbewapende Supermarine Spitfires en de Havilland Mosquitos vlogen talrijke verkenningsvluchten boven Noord-Europa en de foto's die zij maakten vormden een belangrijke bron van inlichtingen. Een met extra brandstoftanks uitgeruste Spitfire van deze Photographic Reconnaissance Unit, opgestegen vanaf Wick in Schotland, kon in mei 1941 het Duitse slagschip Bismarck fotograferen in een Noorse fjord nabij Bergen. De foto's werden gecentraliseerd en nauwkeurig geanalyseerd in het niet ver daarvandaan gelegen RAF Medmenham. De verkenningsvliegtuigen speelden onder meer een belangrijke rol bij de voorbereiding van Operatie Chastise en Operatie Overlord: dankzij hun foto's konden gedetailleerde kaarten en maquettes gemaakt worden van de landingsplaatsen aan de kust van Normandië. De verkenningsvliegtuigen maakten ook foto's na bombardementen om de aangerichte schade te kunnen bepalen.
Na de oorlog bleef RAF Benson nog enkele jaren een basis van verkenningsvliegtuigen. In 1953 kwam de basis onder het Transport Command, dat er van 1961 tot 1970 twee eskaders Armstrong Whitworth Argosy stationeerde. In de jaren 1970 en '80 was het een basis van Avro Andover transportvliegtuigen. Tevens was RAF Benson van 1946 tot 1995 thuisbasis van de zogenaamde King's Flight (later Queen's Flight), die de Britse koninklijke familie en regeringsleden vervoert. De eerste helikopters, Westland Wessex, kwamen in 1992 naar Benson. De eerste Pumas arriveerden in 1997 en de Merlins in 2001.

## Trivia
De basis was een opname locatie voor een aflevering van Midsomer Murders ( The incident at Cooper Hill).